# Aiko
Alena Širmanova-Kostebelova (rusko Алёна Ширманова-Костебелова), znana pod umetniškim imenom Aiko, rusko-češka pevka in besedilopiska *26. december 1999

## Zgodnje življenje
Alena Širmanova-Kostebelova se je rodila v zelo premožni družini v Moskvi v Rusiji. Kmalu po njenem rojstvu se je družina preselila na Češko v Karlovi Vari. 

## Kariera
Leta 2015 je sodelovala v 4. sezoni resničnostnega šova talentov Česko Slovenská SuperStar.  Nato se je preselila v Združeno kraljestvo, da bi nadaljevala glasbeno kariero, najprej se je ustalila v Londonu in kasneje v Brightonu. Pod umetniškim imenom Aiko deluje od leta 2018, ko je izdala svoj debitantski istoimenski album. Leta 2020 pa je sledil album Expiration Date. 
Aiko je 13. oktobra 2023 izdala svoj tretji album Fortune's Child . Dne 28. novembra 2023 je bilo objavljeno, da je ena od tekmovalcev na češkem nacionalnem izboru za Pesem Evrovizije 2024.  Nastopila je s pesmijo »Pedestal« in 13. decembra na izboru zmagala.  Češko je zastopala na Pesmi Evrovizije 2024 v Malmu. Nastopila je v drugem polfinalu 9. maja 2024, kjer je zasedla enajsto mesto in se ni uvrstila v finale. 

## Diskografija

### Studijski albumi
- »Expiration Date« (2020)
- »Fortune's Child« (2023)
- »Aikonic« (2024)

### EP
- »Aiko« (2018)

### Pesmi
- »Hunt« (2020)
- »Power« (2021)
- »Daughter of the Sun« (2021)
- »Gemini« (2021)
- »Alter Ego« (2022)
- »I Want to Be Perfect« (2022)
- »Restless« (skupaj z  Boy Jr., 2022)
- »Instincts« (2023)
- »Lucky Streak« (2023)
- »Pedestal« (2023)
- »Withe Flag« (2024)
- »Hunger« (skupaj s Teyo, 2024)